# Punk in Duitsland
De punk in Duitsland ontwikkelde zich eind jaren zeventig, vlak na de opkomst van de punkmuziek in de Verenigde Staten en het Verenigd Koninkrijk. Door de jaren heen is de beweging uitgegroeid tot een prominente subcultuur in de Duitse samenleving.

## Geschiedenis

### Het begin (1975-1980)
De punkbeweging in de Angelsaksische wereld, met name in het Verenigd Koninkrijk, vormde de aanvankelijke basis voor de vroege punkcultuur in Duitsland en andere Europese landen. De eerste Duitse punkbands baseerden zich dan ook op Engelse punkbands. In 1975 werd de punkband Big Balls and the Great White Idiot opgericht in Hamburg. Deze band baseerde zich op de muziek en het imago van Sex Pistols. Niet veel later werd in 1976 in Düsseldorf de band Male opgericht, die sterke invloeden ontleende aan de muziek van The Clash. Enkele voorbeelden van vroege punkbands uit Duitsland zijn Fred Banana Combo (1978, Düsseldorf), Tollwut (1976, München), en PVC (1977, West-Berlijn). Deze bands zongen veelal in het Engels en hadden geen expliciete politieke overtuigingen.
Het eerste schandaal van de Duitse punkscene was toen zangeres Nina Hagen enkele masturbatietechnieken uitbeeldde tijdens het praatprogramma Club 2 van het ORF. De controversiële uitzending leidde tot veel bekendheid van Nina Hagen in de Duitstalige landen. Het debuutalbum Nina Hagen Band, dat op internationaal niveau aandacht kreeg, werd in 1978 uitgegeven.

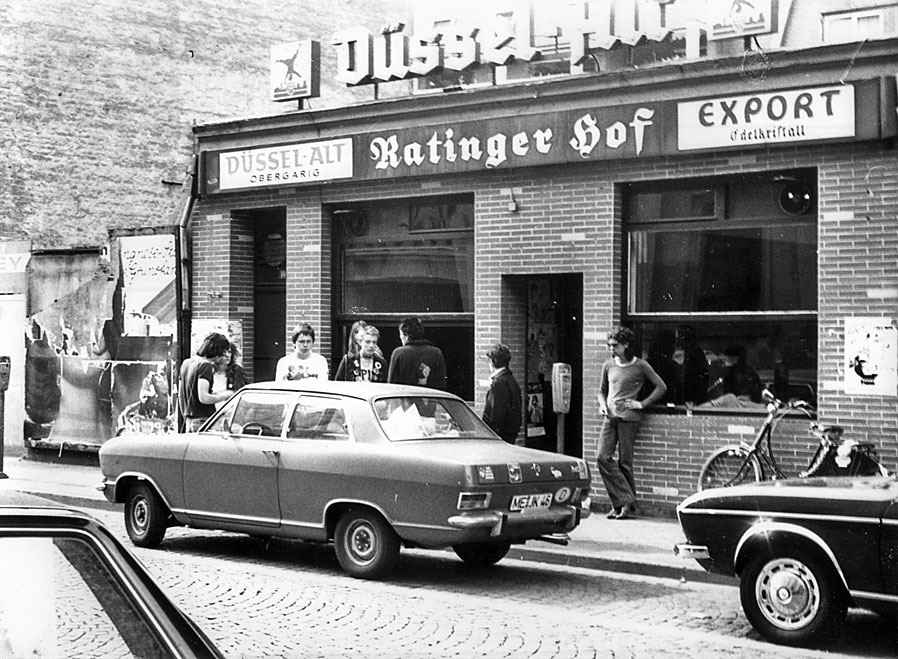
Het Ratinger Hof in Düsseldorf (1978), een van de vroegste plekken waar punkers bij elkaar kwamen.

Gedurende deze periode waren er in Duitsland weinig mogelijkheden voor punkbands om albums via platenmaatschappijen uit te laten geven. De punk kreeg eveneens weinig positieve aandacht van gevestigde muziekbladen. Als gevolg hiervan ontstond in de eerste jaren een undergroundcultuur in Duitsland. Albums werden hoofdzakelijk als cassettes onder eigen beheer uitgebracht en er werden fanzines uitgegeven, waaronder onder andere The Ostrich, dat sinds maart 1977 uitgegeven werd. Het tijdschrift Spex, dat in 1980 werd opgericht en positief betrokken was bij de punkbeweging, zou later uitgroeien tot een gevestigd muziekblad met een oplage meer dan 15 000 exemplaren.
Vanaf ongeveer 1980 ontstonden er verschillende muzikale richtingen. Aan de ene kant, vooral in Düsseldorf, was er een hang naar de elektronische muziek. Deze groepen verschenen aanvankelijk samen met punkbands, maar werden steeds meer beschimpt door de punkbeweging. Een deel van deze bands kan worden gezien als voorgangers van technomuziek, bijvoorbeeld Deutsch-Amerikanische Freundschaft en Der Plan. Andere Duitstalige bands zoals Trio, Fehlfarben en Ideal sloegen een andere richting in en worden nu beschouwd als pioniers van de Neue Deutsche Welle (NDW). Hun muziek werd beïnvloed door punk, maar was meer gericht op wat het grote publiek aansprak. Rond deze tijd begon een scheiding te vormen tussen de oudere punkers, die voornamelijk plaats maakten voor de NDW, en de jongere punkers, die verlangden naar hardere muziek. Net als in Engeland het geval was met de punkrock en de new wave, splitsten de subculturen zich ook de Duitsland in twee kampen. Binnen de punk zelf ontstonden ook verschillende richtingen. Bands als Chaos Z en Neurotic Arseholes richtten zich bijvoorbeeld meer op de hardcore punk, een punkstijl die gebruik maakt van invloeden uit de heavy metal en vaak wordt gekenmerkt politiek linkse teksten. Tegelijkertijd ontstond ook de pretpunk onder leiding van The Mimmi's, een pretpunkband die in 1982 werd opgericht.

### Tweede generatie (1981-1989)

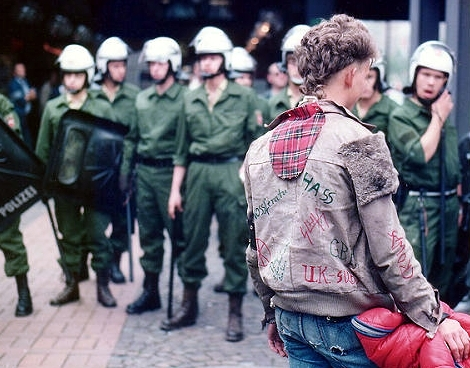
Chaosdagen in Hannover (1984).

In de jaren tachtig evolueerde de punk in Duitsland zowel in culturele als artistieke zin. De punkbeweging werd over het algemeen agressiever en begon zich meer te onderscheiden van andere gelijktijdige subculturen. Ook ontwikkelde de beweging zich onderling op muzikaal gebied, waardoor er meer subtiele verschillen ontstonden.
Waar de punkers in Duitsland aanvankelijk naar een uitlaatklep zochten en er vaak vooral op uit waren om te choqueren, werd de punkcultuur in de jaren tachtig meer politiek bewust. Dit hield onder andere in dat er toenadering werd gezocht met (radicaal)linkse overtuigingen, en in het specifiek met de kraakbeweging. Tegelijkertijd werd ook de DIY-retoriek populair onder de Duitse punkers, wat resulteerde in onder andere veel onafhankelijke platenmaatschappijen.
Op muzikaal gebied verscheen raakte de zogenoemde Duitse punk in zwang. De Duitse punk ontwikkelde zich onafhankelijk van andere gelijktijdige punkgenres, zoals pretpunk en hardcore punk. De Duitse punk was een nieuw, hard en agressief punkgenre dat in het Duits werd gezongen, in tegenstelling tot de eerste generatie punkmuziek in Duitsland, dat veelal nog in het Engels werd gezongen. Midden jaren tachtig kreeg de Amerikaanse hardcore punk voet aan de grond Duitsland, die in bepaalde mate de Duitse punk heeft beïnvloed. Aan het einde van de jaren tachtig was er daarnaast een opleving van de pretpunk die werd geleid door bands zoals Die Ärzte en Abstürzende Brieftauben.
In 1983 introduceerde het politiebureau van Hannover het "punker-dossier" (Duits: Punker-Kartei), waarin punkers en skinheads werden geregistreerd om op die manier een overzicht te krijgen van de punkbeweging in Hannover. De politie trachtte naar eigen zeggen om een potentiële bedreiging voor de openbare veiligheid en orde tegen te kunnen gaan. Als reactie hierop werden de chaosdagen georganiseerd. Deze sociale evenementen, waarbij punkers in groten getale bij elkaar kwamen in grote steden, groeiden uit tot een essentieel onderdeel van de Duitse punkbeweging in de jaren tachtig en negentig.

### Situatie na de Duitse hereniging (1990-heden)
Na de Duitse hereniging in 1990 was er voor de Oost-Duitse punkers een grote inhaalslag te maken. De punk in de DDR had zich onafhankelijk van de punk in West-Duitsland ontwikkeld en was meer underground gebleven. De hereniging bood de Oost-Duitse punkbands de mogelijkheid om hun muziek via vinyl uit te laten geven, al was dit voor de meeste punkbands in Duitsland relatief duur. Sommige Oost-Duitse bands zoals Slime en Toxoplasma slaagden er echter wel in om via platenlabels officiële albums uit te laten geven. De Duitse punkbeweging groeide wat meer naar elkaar toe, maar nog steeds verschillen de West-Duitse en Oost-Duitse punkscenes van elkaar.
In de jaren negentig was er een kortstondige heropleving van de punkbeweging in Duitsland. Snelle, melodische en vaak politieke stijlen werden populair, waaronder melodieuze hardcore, skatepunk, poppunk en pretpunk. Deze heropleving werd deels geleid door bands uit de eerdere Duitse punkgeneraties, dei hergroepeerden en een impuls gaven aan de beweging. Sinds de millenniumjaren is de punk in Duitsland een gevestigde subcultuur die voor een belangrijk deel underground plaatsvindt.

## Punk in de DDR
De punk in Oost-Duitsland ontwikkelde zich anders dan de punk in West-Duitsland. Aanvankelijk werd de punkcultuur hier zwaar onderdrukt door het autoritaire regime dat hier heerste, maar circa 1986 ontspande de situatie. De punkcultuur in de DDR was meer dan de West-Duitse punkcultuur gericht op DIY en vond als gevolg van de onderdrukking veelal underground plaats. Na de hereniging van Duitsland veranderde de situatie en werd veel Oost-Duitse punkmuziek voor het eerst op de grote markt gebracht.